# Гвалтерио (кардинал)
Гвалтерио (Gualterio, также известный как Gualtiero, Valtero, Gautier) — католический церковный деятель XI века.. Провозглашен кардиналом-епископом Альбано на консистории 1091 года. В 1095 году был послан папским легатом в Англию к Вильгельму I Завоевателю. Участвовал в выборах папы Пасхалия II (1099).